# 半岛电视台
半岛电视台（羅馬化：al-jazīrah，直译：「岛或半岛」）是一家总部设在卡塔尔首都多哈的电视国有媒体，開播於1996年，由卡達王室出資的半岛媒体集团拥有。除了阿拉伯語之外，同時以英語、土耳其語等多種語言，向全球播出以新聞為中心的節目內容。
半岛电视台地处阿拉伯世界，在新闻报道方面有着许多不同的视角，它在节目中开创性地引入了电话采访，电视论战等节目，尤其在九一一事件之后，它多次率先播放本·拉登和其他基地组织领导人的录像声明，从而引起了全世界的广泛关注。
除了新闻频道外，半岛电视台还开设有几个专门的频道，包括体育频道组合（后独立为beIN Sports），公共政务频道和儿童频道等。半岛电视台于2015年开通中国区的业务，包括官方新浪微博以及微信公众号。半岛电视台另擁有一个英阿双语的官方网站。在此任职的记者都是来自於各阿拉伯国家。在全球共有25个记者站。由於播出範圍遍及全球，使半島電視台被認為是世界影响力最大的阿拉伯媒体。

## 历史

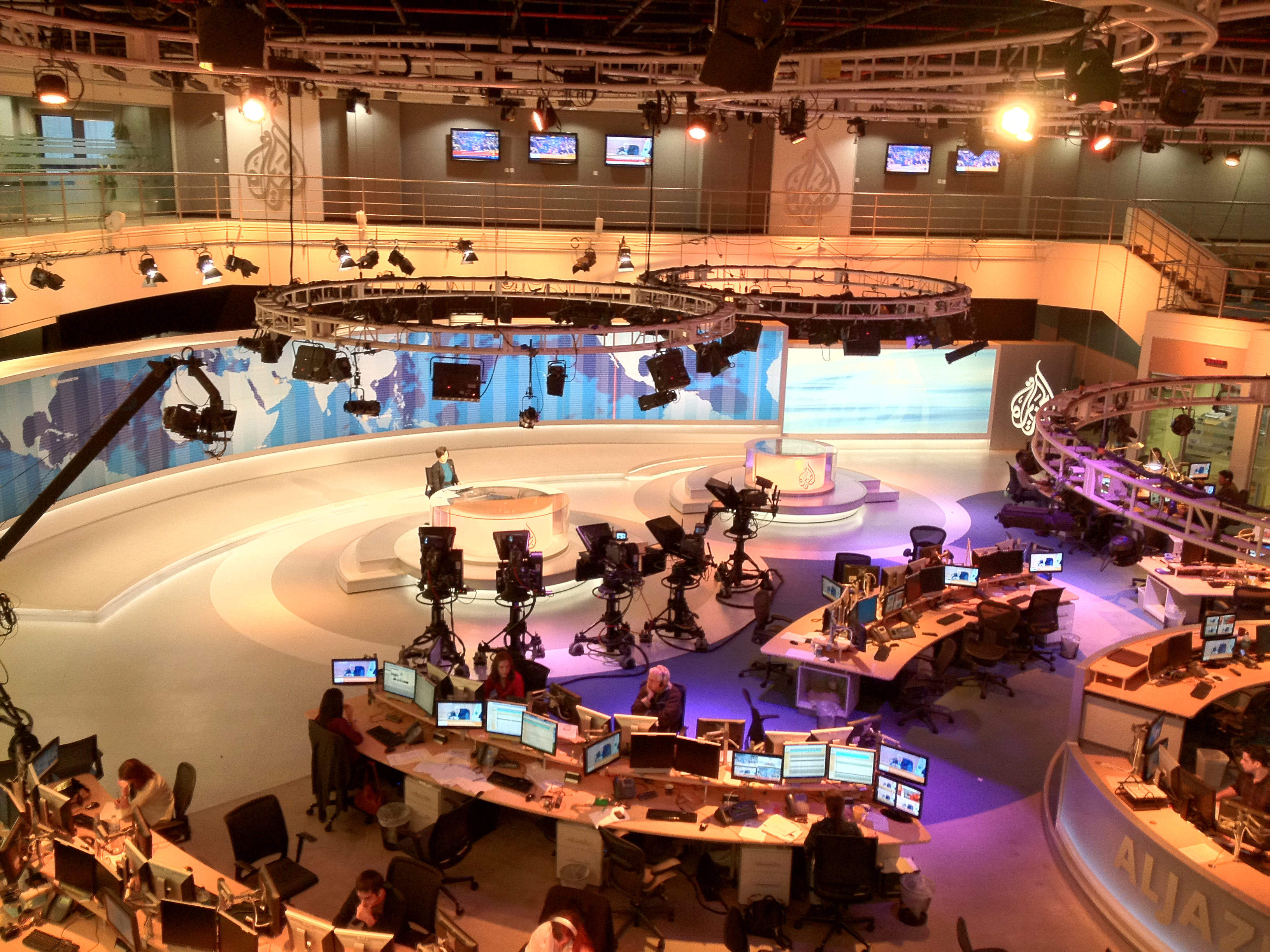
半岛电视台的新闻直播室

在半岛电视台建立之前，阿拉伯世界还没有一个24小时播出新闻节目的阿拉伯语电视台。创办电视台的想法最初是卡塔尔外交部部长贾巴·阿尔-塔尼提出来的。这一想法获得卡塔尔新上台的埃米爾谢赫·哈迈德·阿勒萨尼的赞同，于是卡塔尔决定投资上亿美元创立卡塔尔半岛电视台。他们以高薪和享有完全自由的双重许诺从英国广播公司（BBC）阿拉伯语部挖走一大批记者，加上从其他媒体招募的人才，半岛电视台集中了众多阿拉伯世界电视新闻界的精英。
1996年2月，半岛电视台正式成立，同年11月1日，阿拉伯语频道正式开播，每天播出节目6小时，并于1997年底延长至12小时。该频道经地面电视讯号、有线电视讯号以及卫星向阿拉伯世界广播。与此同时，BBC也在当年4月在沙特阿拉伯开播了经由当地新闻审查机构审查后播出的阿语电视台。但运作一年半之后，由于沙烏地阿拉伯政府试图压制资讯，被迫关闭，许多BBC的职员因此加入了半岛电视台，为半岛电视台以后的发展提供了很大的帮助。
半岛电视台最初1.5亿美元的启动资金来自卡塔尔埃米尔，初始目标是在2001年开始盈利，自给自足。然而这个目标没有能够如愿，随后，埃米尔每年又继续进行资助（根据Arnaud de Borchgrave的报道，2004年半岛电视台获得3000万美元资助）。半岛电视台其它主要收入来自广告、有线电视接入、处理其他广播公司的节目、出售新闻影片（据俄罗斯《真理报》的消息，“半岛电视台播出的本·拉登录像声明，每分钟售价20000美元”）等。2000年，广告收入已占到所有收入的40%。
1999年1月1日，半岛电视台阿拉伯语频道开始24小时播出。
2013年1月，半島電視台收購美國前副總統創立的Current有線電視台。半岛电视台美国频道（Al Jazeera America）于2013年8月20日正式开播。
作为阿拉伯地区的第一家民营新闻电视台，半岛电视台一直致力于打造本地区的新闻自由。开播之初，为了增加收视人群，半岛电视台着力于播出海湾各国争议性事件，包括沙特、科威特、巴林和卡塔尔等各国政府以及叙黎关系、埃及司法等。1998年“沙漠之狐行动”期间，半岛电视台是唯一一个在伊拉克拥有记者的国际新闻媒体，因此其独家新闻片段在西方媒体眼中非常珍贵。2000年-2001年，半岛电视台播出的纪录片「黎巴嫩内战」在观众中备受好评。2001年九一一事件之后，基地组织领导人的录像声明多次在半岛电视台播出，使半岛电视台声名鹊起，在全世界范围内广为人知。2003年，伊拉克战争爆发，半岛电视台在报道中坚定自己的立场，受到阿拉伯人的欢迎，被称作“中东的CNN”。半岛电视台迅速崛起，成为在中东地区和伊斯兰世界最有影响力的电视媒体。然而半岛电视台关于道德和宗教问题的报道和评论，也引起许多来自保守派出版社的批评，以及邻国的抗议。
现在，半岛电视台不仅为阿拉伯世界提供新闻，还通过卫星覆盖了全球的大多数国家和地区，在全世界范围内有着至少5000万观众。半岛电视台目前在包括中国在内的30个国家建立了自己的记者站。2018年1月1日，半岛电视台开通了自己的中文网站“半岛中文网”及微博、微信账号。
2024年4月2日，以色列總理納坦雅胡指控半島電視台是恐怖分子並參與阿克薩洪水行動，參與煽動反以色列，因此決定停止半島電視台在以色列境內播出。5月5日，以色列总理内塔尼亚胡正式宣布，以色列政府已决定停止让半岛电视台在以色列境内运作。以色列方面随后突袭了半島電視台设在耶路撒冷一家酒店中的办事处。
2025年1月1日，巴勒斯坦权力机构指控半岛电视台播放煽动性内容，禁止半岛台在该国播出。2024年12月，半岛台报道巴勒斯坦民族解放运动与激进分子在杰宁爆发激烈冲突，期间切断了杰宁难民营的电力和供水。相反报道引起巴勒斯坦民族解放运动不满，指责半岛台“制造分裂”，呼吁民众不要与其合作，半岛台以此指控解放运动在约旦河西岸地区发起针对他们的煽动运动。

## 旗下频道

### 自营频道
- 半岛电视台阿拉伯语频道（Al Jazeera）：原名“半岛电视台卫星频道”（Al Jazeera Satellite Channel，简称JSC），阿拉伯语新闻频道，也是半岛电视台最早开播的频道
- 半岛电视台公共事务频道
- 半岛电视台公共事务频道埃及版（Al Jazeera Mubasher Misr）：在埃及播放的公共事务频道。
- 半岛电视台儿童频道（英语：JeemTV）：一个面向7至12岁儿童的频道
- 半岛电视台幼儿频道（英语：Baraem）：一个面向3至6岁幼儿的频道
- 半岛电视台英语频道（Al Jazeera English）：英语新闻频道
- 半岛电视台阿拉伯语纪录片频道（英语：Al Jazeera Documentary Channel）
- 半岛电视台培训中心频道（Al Jazeera Training Center）
- 半岛电视台巴尔干频道（英语：Al Jazeera Balkans）：以“塞尔维亚、克罗地亚、波斯尼亚和黑山通用的语言”（塞尔维亚-克罗地亚语，因政治原因在巴尔干诸国有着不同名称）播放的新闻频道
- 半岛电视台土耳其频道（英语：Al Jazeera Türk）：以土耳其语在土耳其播放的新闻频道

### 由旗下公司BeIN Media Group
- beIN Sports：BeIN Media Group经营的体育频道组合，在中东及北非、法国、美国、加拿大、西班牙、香港、印尼、泰国、马来西亚亚洲部分国家和地区使用多个频道、多种播放方式、多种语言播放节目。
- beIN Movies：BeIN Media Group经营的电影频道组合，目前共4个频道，使用英语及阿拉伯语面向中东及北非播放。
- beIN Series：BeIN Media Group经营的电视剧频道，目前只有beIN Series 1HD一个频道，以播放ABC旗下的ABC工作室（ABC Studios）、华纳兄弟及索尼影业制作的电视剧为主，使用英语原音阿拉伯语字幕播放。

## 半島英語頻道
半島電視台英語頻道（Al Jazeera English）是半島電視台的全天候國際英語電視新聞頻道，总部位于多哈。该台播出的节目包括新闻以及时事分析、纪录片、现场辩论、时事、财经及体育节目。该台主张成为全球第一家高清晰度电视网。
半岛英文台是全球第一家总部位于中东地区的英语新闻频道。频道希望提供包括地区性的声音以及全球性观点给非英美观点的超过十亿英语使用者的潜在市场中的观众。半岛英文台摒弃过往新闻频道采用的“中心指挥”的方式，取而代之的是由其设在多哈、吉隆坡、伦敦、华盛顿特区的制作中心“接力式”的制作新闻，被戏称为“跟着太阳跑”。
半岛英文台提供不同的观点，其主要競爭對手包括英國廣播公司世界新聞頻道（BBC World News）、CNN國際新聞網絡（CNNI）、今日俄羅斯（RT）和中国环球电視网（CGTN）。

## 争议
2012年3月，3名半島電視台記者因為不滿電視台在關於敘利亞和巴林的報道有失偏頗而辭職抗議。辭職的驻贝鲁特办公室执行主任哈桑·沙班表示半岛电视台「从一开始就持有偏颇」。
2013年至今，因倾向于支持穆斯林兄弟会，半岛电视台遭受了埃及等国的批评，数名记者一度遭到关押。
2014年8月，《紐約時報》有評論批評卡塔爾利用半島電視台的阿拉伯語服務向區內國家「傳播激進的信息、煽動教派分歧」和「宣傳極端分子的觀點」。
2017年6月5日上午，沙烏地阿拉伯、阿拉伯聯合大公國、巴林、葉門與埃及五國，突然同步對卡塔爾發出「斷交公告」，並指控卡塔爾政府藉由半島電視台等跨國媒體「煽動恐怖主義」、介入他國內政，半岛电视台在这些国家被封杀。2017年6月23日，沙特阿拉伯、阿拉伯联合酋长国、巴林和埃及四国向卡塔爾提出復交的13點要求，其中一項是卡塔爾需關閉半島電視台。

## 其他事件
2018年10月26日，丑闻缠身的马来西亚前首相纳吉·阿都拉萨接受《半岛电视台》的《101 East》专访期间，受到主持人玛丽安祖莉（Mary Ann Jolley）追问包括一个马来西亚发展有限公司丑闻、其夫人罗斯玛·曼梳的粉红钻石、蒙古女郎阿尔丹杜雅·沙丽布谋杀案、Ambank银行创办人胡先（Hussain Ahmad Najadi）命案和副检察司安东尼·凯文·莫莱斯命案等争议课题，最终在被问到一马公司丑闻逃犯刘特佐的下落时，纳吉拒绝回应并离开。
2022年5月11日，在半岛阿拉伯语频道服务20年的资深记者夏琳·阿克利赫在約旦河西岸城市傑寧採訪时被以色列國防軍枪杀，引发全球关注。

## 外地播放
2017年4月3日起，香港的ViuTVsix在星期一至五下午15:00-15:30轉播《Al Jazeera News Live》。

## 外部連結
- 半島電視台（页面存档备份，存于）（阿拉伯文）
- 半島電視台（页面存档备份，存于）（英文）
- 半岛中文网（页面存档备份，存于）（简体中文）
- YouTube上的半岛电视台頻道（英文）
- 半岛电视台AlJazeera的新浪微博